# Staubexplosion
Eine Staubexplosion ist die Variante einer Explosion, bei der in der Luft feinverteilte feste Stoffpartikel gezündet werden. Die Folge ist eine plötzlich verlaufende Kraftentfaltung, die auf dem Ausdehnungsbestreben von plötzlich erhitzten Gasen und Dämpfen beruht.
Pyrotechniker verwenden kontrollierte Staubexplosionen von Bärlappsporen, um auf Bühnen Feuereffekte und Verpuffungen zu erzeugen.

## Bedingungen
Gemische aus Staub und Luft sind explosionsfähig, wenn der Staub aus brennbarem Material besteht wie z. B. Kohle, Mehl, Holz, Kakao, Kaffee, Zucker, Stärke oder Cellulose. Auch anorganische Stoffe und Elemente wie Magnesium, Aluminium und sogar Eisen und Stahl sind in dieser Form explosiv (oder zumindest brennbar). Neben der Brennbarkeit (der Fähigkeit, mit dem Luftsauerstoff exotherm zu reagieren) ist die geringe Partikelgröße der Stäube entscheidend, d. h. die explosiven Effekte steigen mit abnehmender Größe. Im Allgemeinen ist Staub nur dann explosionsfähig, wenn die Partikelgröße 0,5 mm unterschreitet. Infolge der Zerkleinerungen steigt das Verhältnis von Oberfläche zu Volumen, wodurch die Staubpartikel gut Wärme aufnehmen, damit rasant durchzünden und dann extrem schnell oxidieren können. Durch diese Effekte ist es möglich, dass auch Materialien, die in kompakter Form als nicht brennbar gelten, in einer feinverteilten Form brennen können. Feine Stahlwolle z. B. brennt mit heller Flamme, während ein massiver Stahlblock unter normalen Umständen niemals entzündet werden könnte. Entscheidend für die Zündfähigkeit sind auch der Sauerstoffanteil in der Luft und der Aggregatzustand (z. B. tiefstgekühlt flüssig und damit hochkonzentriert). Ein weiterer maßgeblicher Faktor für das Zustandekommen von Staubexplosionen ist das Staubungsverhalten von Schütt- und Rieselgütern. Bei Risikoanalysen wird es herangezogen, wenn andere Kenngrößen keine klare Beurteilung zulassen.
Im Allgemeinen sind Staubexplosionen bei Staubkonzentrationen von weniger als 20 Gramm pro Kubikmeter Luft nicht zu befürchten. Bei Nahrungs- und Futtermittelstäuben sind die wesentlichen Voraussetzungen einer Staubexplosion gegeben, wenn je nach Feinheit und Substanz 60 bis 2000 Gramm Staub je Kubikmeter Luft auf eine geeignete Zündquelle treffen.
Als Zündquelle können verschiedene elektrische oder mechanische Effekte mit ausreichender Temperatur und Energiedichte dienen. Ein Funke kann ausreichen, der z. B. durch das Ziehen eines elektrischen Steckers oder Fehlfunktionen in Elektrogeräten entsteht. Aber auch im ordnungsgemäßen Zustand treten beim Betätigen von Schaltern und dergleichen unter gewissen Umständen energiereiche Funken auf. Ebenfalls eine bedeutende Gefahrenquelle besteht in der elektrostatischen Aufladung (durch Ladungstrennung). Im kleinen beispielsweise durch elektrostatisch wirksame Kleidung, viel häufiger in Fördermitteln (Transportbänder aus Gummi oder ähnliche), die durch ihre andauernde Reibung und Bewegung ganz erhebliche elektrostatische Spannungen und Ladungen erzeugen können (Bandgeneratorprinzip). Weitere Zündquellen sind heiße Oberflächen (Nahrungsmittelproduktion), Schleif- oder Reibfunken, Glimmnester und ähnliches.
Auch eine große Menge Hausstaub, der oft zu 80 Prozent aus abgeschilferten Hautzellen des Menschen und weiterem organischen Material besteht und der sich z. B. in einer abgehängten, aber nicht luftdicht abgeschlossenen Decke sammelt, kann im Brandfall zünden und durch die Druckwelle, die weiteren Hausstaub aufwirbelt, bei ungenügender Abtrennung der abgehängten Decken zwischen den Räumen eine Staubexplosion in einem gesamten Stockwerk auslösen.

## Kubisches Gesetz
Die Explosionskonstante {\displaystyle K} ist die Kenngröße der Explosionsfähigkeit eines Staubes. Das „kubische Gesetz“ (nicht zu verwechseln mit einer kubischen Funktion) beschreibt dabei die Abhängigkeit des maximalen zeitlichen Druckanstiegs vom Volumen des Behälters. Die maximale Explosionskonstante {\displaystyle K_{\text{max}}} charakterisiert den maximalen Anstieg des Explosionsdrucks {\displaystyle P} über die Zeit {\displaystyle \left(dP/dt\right)_{\text{max}}} bei optimaler Brennstoffkonzentration in einem Behälter mit dem Volumen {\displaystyle V}:
{\displaystyle K_{\mathrm {max} }=V^{\frac {1}{3}}\cdot \left({\frac {dP}{dt}}\right)_{\mathrm {max} }}
Sie entspricht dem maximalen Druckanstieg in einem 1 m³-Behälter unter den in der VDI-Richtlinie 3673 (Druckentlastung von Staubexplosionen) definierten Prüfbedingungen und ist u. a. abhängig von der Oberflächenstruktur und der Korngrößenverteilung des Staubes.

## Fotosequenz einer Staubexplosion

Staubexplosion (Versuchsaufbau)
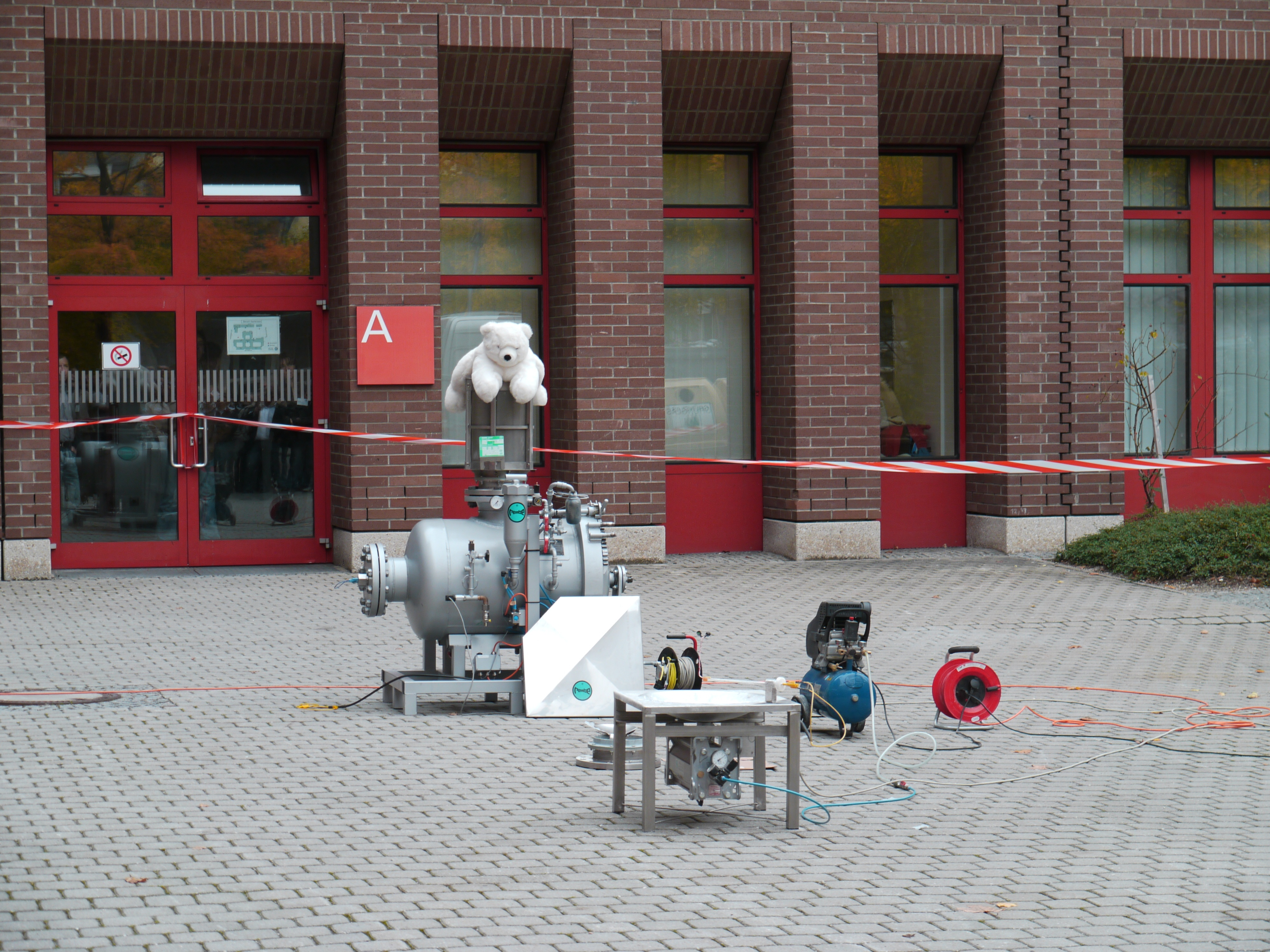
Versuchsaufbau (1/6)
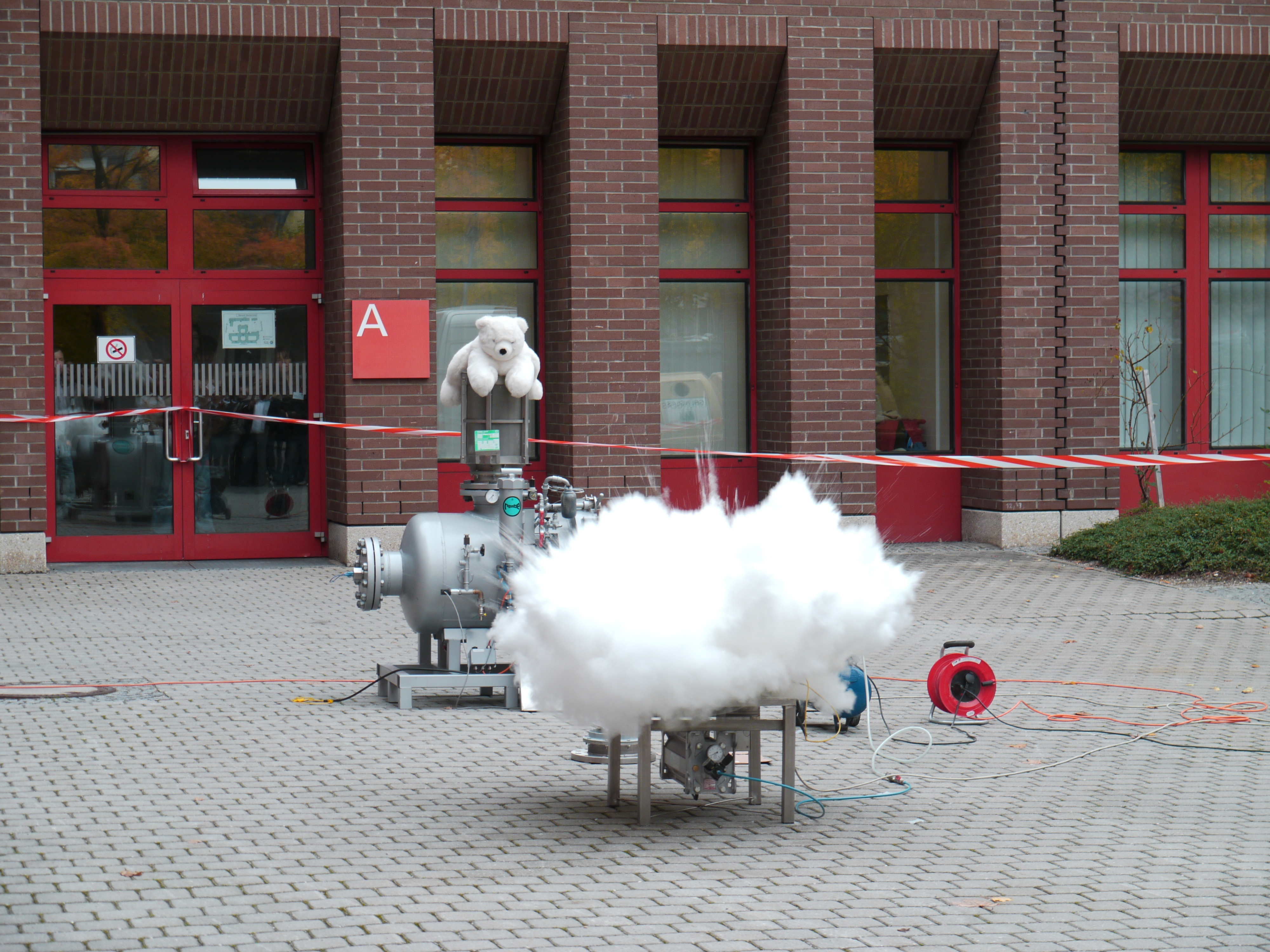
Druckstoß, um den Mehlstaub aufzuwirbeln (2/6)
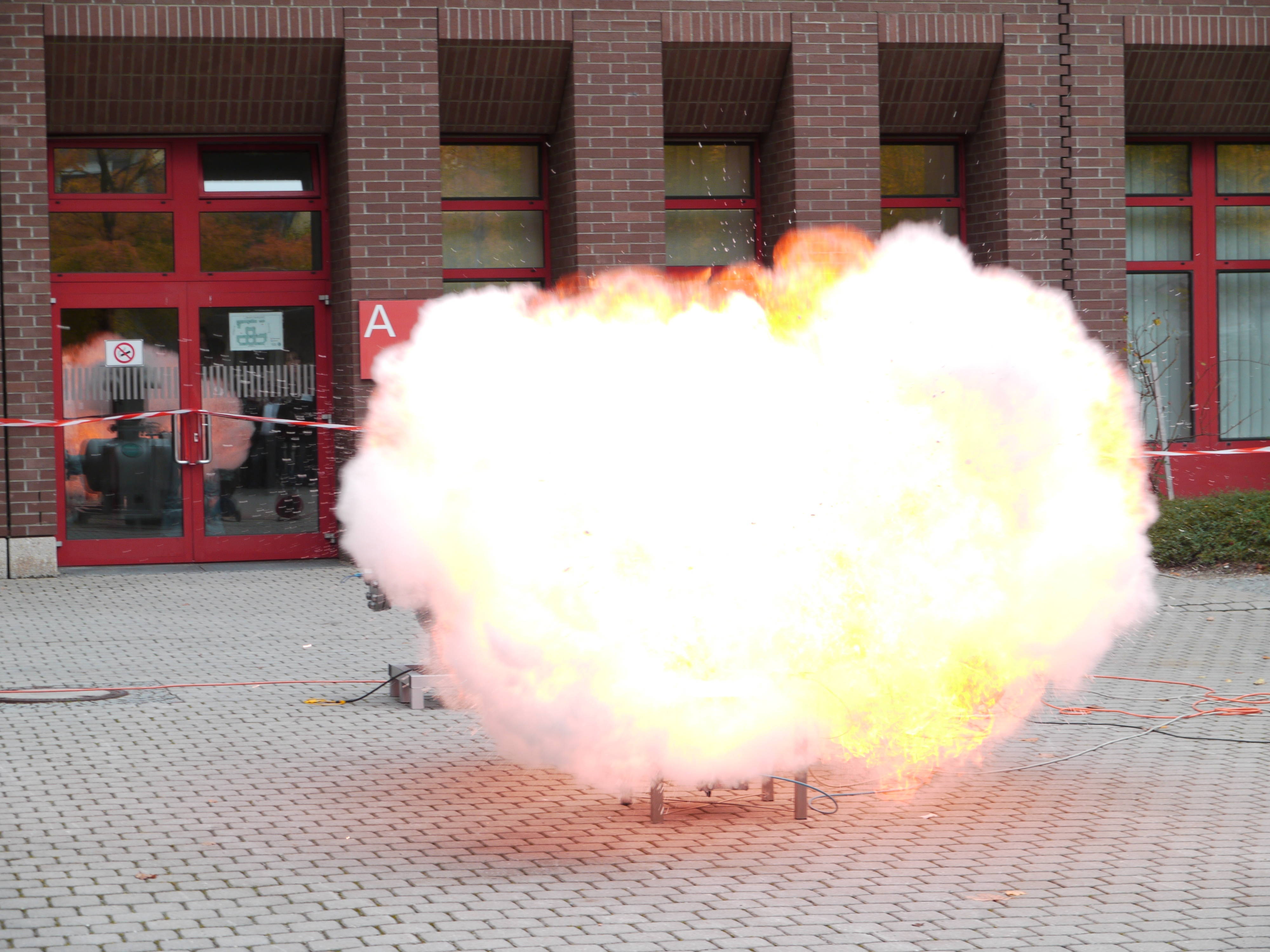
Der Staub ist gezündet (3/6)
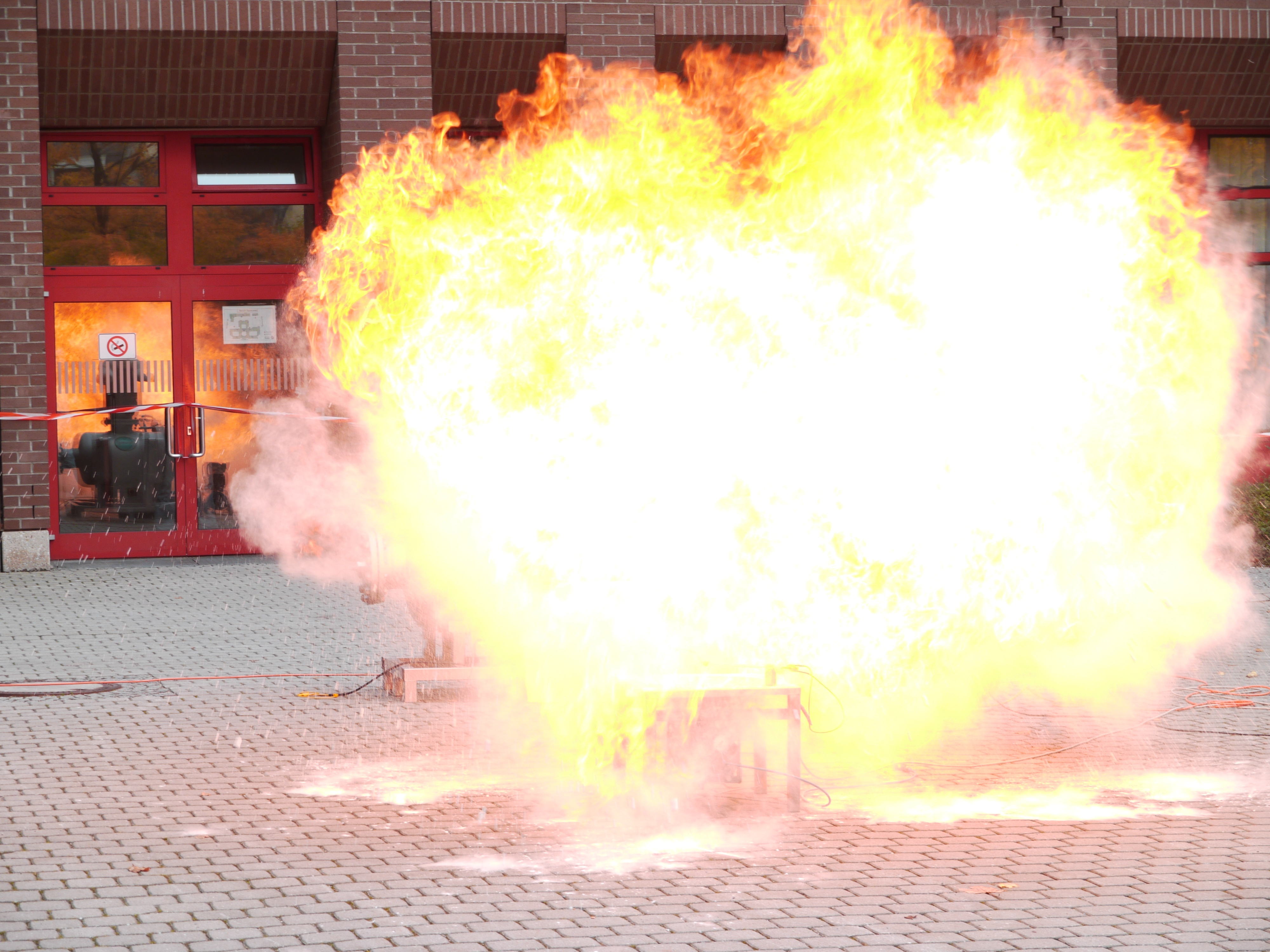
Staubexplosion (4/6)
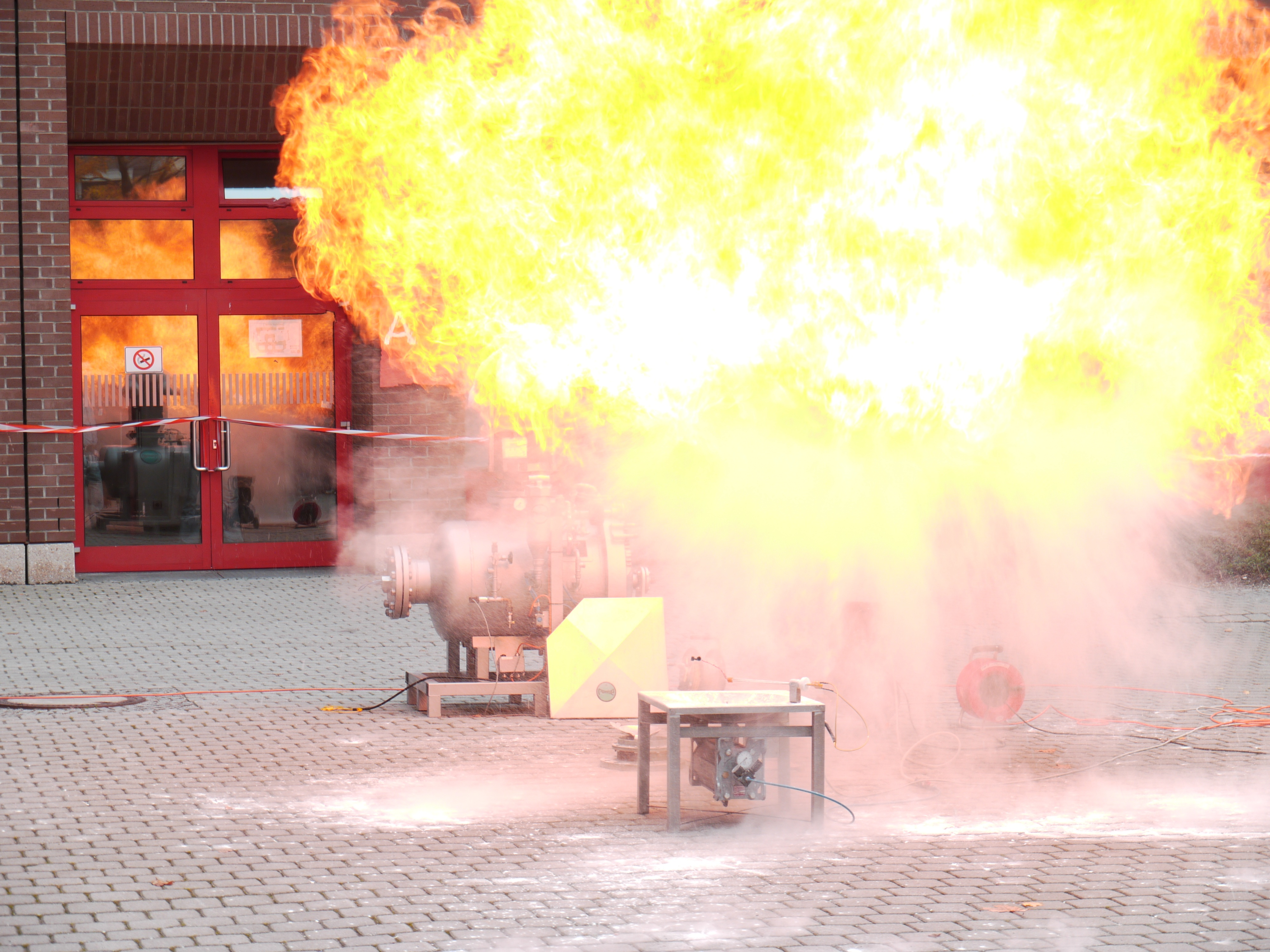
Staubexplosion (5/6)
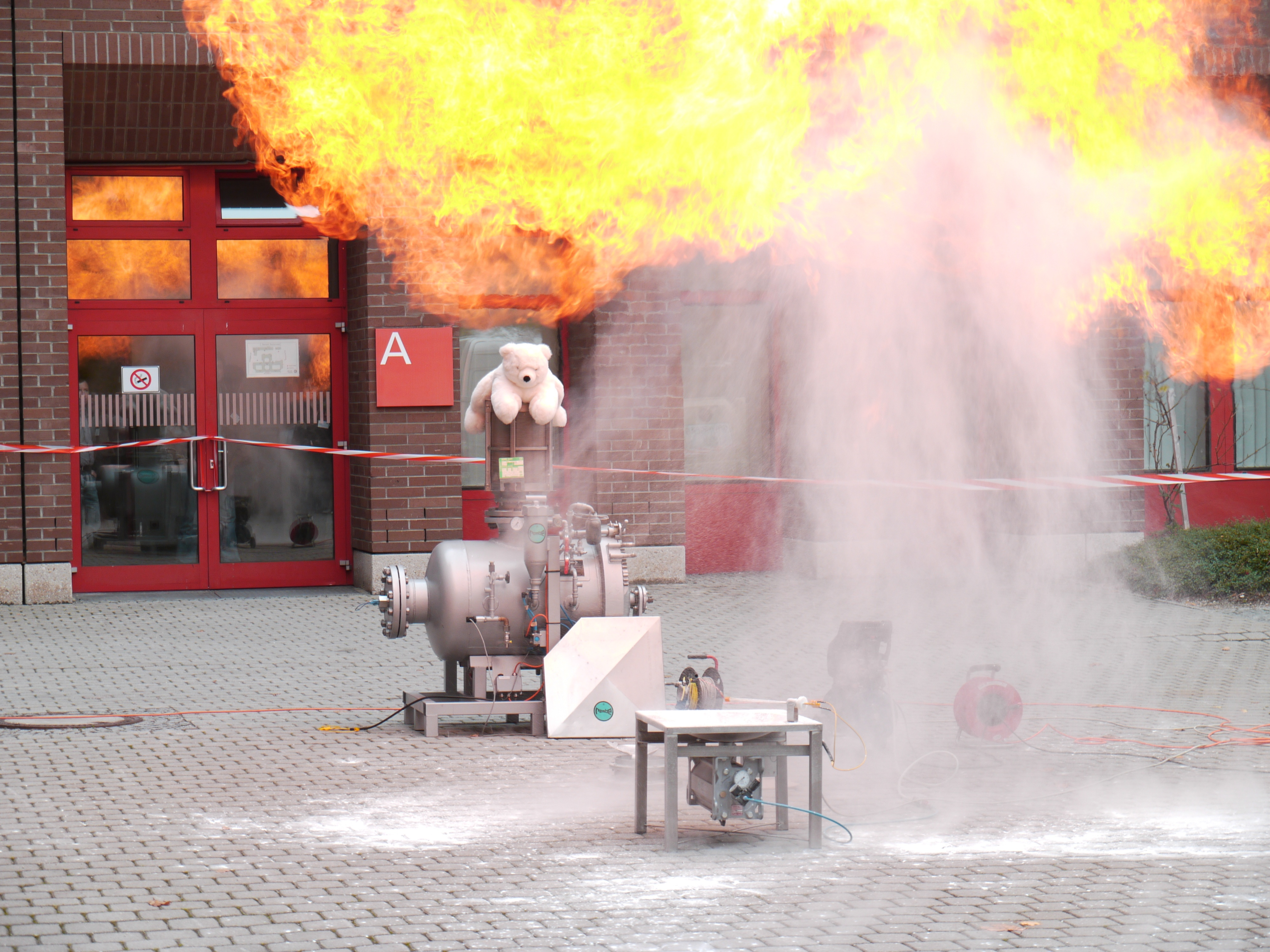
Staubexplosion (6/6)

## Prävention
Maßnahmen zur Verhinderung von Staubexplosionen werden im Bereich des Staubexplosionsschutzes beschrieben. Diese Maßnahmen dienen der Minimierung des Gefährdungspotentials und sind als Ergebnisse der aktuellen Forschungen in aktuelle Normungsvorhaben und Gesetzesinitiativen eingeflossen. Es werden Bestimmungen unterschieden, die sich an den Betreiber explosionsgefährdeter Anlagen richten und die für die Herstellung explosionsgeschützter Betriebsmittel notwendig sind. Prinzipiell hat der Betreiber das Gefährdungspotential seiner Anlage zu begutachten und die daraus bedingten Maßnahmen zu definieren.
Eines der größten Vorhaben zur Prävention gegen Staubexplosionen waren die von der Berufsgenossenschaft Nahrungsmittel und Gaststätten angestoßenen Forschungen, bei denen in Deutschland über 700 Staubexplosionen hauptsächlich in Silos, Entstaubungsanlagen, Mühlen und Förderanlagen der Nahrungsmittelindustrie ausgewertet wurden. Anschließend wurden in einem Staublabor 1200 Produkte und Produktgemische der Nahrungsmittel- und Futtermittelindustrie auf ihre explosionstechnischen Kenngrößen untersucht und mittels einer Datenbank der Industrie zur Verfügung gestellt.
Geeignete Vorsorgemaßnahmen bestehen in der regelmäßigen Kontrolle der gesamten Anlagen wie z. B. der regelmäßigen Überprüfungen der elektrischen Geräte, der Erdung statisch aufladbarer Gegenstände und der Einhaltung der notwendigen Sauberkeit. Das ist besonders wichtig, da schon eine wenige Millimeter dicke Staubschicht bei entsprechender Verwirbelung und gleichzeitigem Auftreten eines Zündfunkens zu einer Staubexplosion führen kann. Außerdem sind alle Maßnahmen einzuhalten, die im Explosionsschutzdokument für die jeweilige Anlage festgeschrieben sind.
Gefahr und möglicher Ablauf von Staubexplosionen sind schwer einzuschätzen. Das erklärt sich beispielhaft mit Hilfe des folgenden Szenarios: Durch unzureichende Reinigungsmaßnahmen in einem Mühlengebäude sammelt sich eine Mehlstaubschicht auf einem Elektromotor. Als Folge der guten thermischen Isolationsfähigkeit der Stäube kommt es zum Überhitzen des Motors, wodurch sich die Staubschicht entzündet. Dadurch entstehen Glutnester, die ohne sichtbare Flamme glimmen. Durch das Öffnen einer Tür entsteht eine Luftströmung, die zu einer Verwirbelung der Staubschicht in der Nähe der Glutnester führt. Es kommt zu einer Verpuffung, die zunächst keine Schäden anrichtet. Allerdings wird durch diese Verpuffung Mehlstaub in die Luft gewirbelt, sodass nun eine explosionsfähige Atmosphäre mit großem Volumen entsteht. Die noch vorhandenen Glutnester entzünden das Staub-Luft-Gemisch; erst diese Explosion richtet den Hauptschaden an, bis hin zur Zerstörung der gesamten Anlage.
Im Steinkohlebergbau sind Explosionen von Kohlestaub gefürchtet. Solche Staubexplosionen entstehen im Bergwerk häufig durch Schlagwetterexplosionen, die den überall vorhandenen Kohlestaub zunächst aufwirbeln und dann zünden. Verhindern lassen sich untertägige Kohlenstaubexplosionen durch Wasservorlagen, die sich an der Stollenkappe befinden und durch Aufplatzen beim Durchlaufen einer Schlagwetterexplosion den Kohlenstaub mit Wasser niederschlagen.
Zur Bestimmung der Explosionsfähigkeit von Stäuben kommt häufig die modifizierte Hartmann-Apparatur zum Einsatz. Deren Einsatz lässt in gewissem Umfang eine Aussage zur Explosionsfähigkeit und zur Staubexplosionsklasse zu. Die modifizierte Hartmann-Apparatur besteht aus einem vertikal positionierten Glasrohr mit einem Volumen von ca. 1,2 Liter, das oben mit einem Klappdeckel verschlossen ist. Der zu prüfende Staub wird auf den Boden der Apparatur gegeben und mittels eines über einen Zerstäuberpilz gelenkten, definierten Luftstoßes aus einem vorgeschalteten Druckluftreservoir verteilt. Die eingebrachte Staubmenge wird in drei Versuchsreihen über einen weiten Bereich verändert. Eine Dauerfunkenstrecke dient als Zündquelle, die im Falle des Nichtentzündens durch eine stärkere Zündquelle (Glühwendel) ersetzt wird. Je nach Reaktion des Staub-Luft-Gemisches wird der Deckel unterschiedlich weit aufgeklappt, und induktive Geber zeigen den Öffnungswinkel in drei Stufen digital an. Die Bewertung der maximal auftretenden Reaktionen wird wie folgt vorgenommen: Anzeige „0“ (ohne sichtbare selbständige Flammenausbreitung) bedeutet, dass unter den Versuchsbedingungen kein Entzünden erfolgt, rechtfertigt aber keine Einstufung des Staubes als nichtstaubexplosionsfähig. Weitergehende Untersuchungen in geschlossenen Apparaturen sind nötig. Bei der Anzeige „1“ ist der Staub im Gemisch mit Luft explosionsfähig und erlaubt ein Einstufen in die Staubexplosionsklasse St 1. Eine visuell wahrnehmbare selbständige Flammenausbreitung – auch ohne Auslenken des Klappdeckels – ist der Anzeige „1“ gleichgestellt. Bei Anzeige „2“ liegt eine Staubexplosionsfähigkeit vor, allerdings ist eine Einstufung in eine Staubexplosionsklasse nur durch zusätzliche Untersuchungen in geschlossenen Apparaturen möglich.
Das Institut für Arbeitsschutz (IFA) hat gemeinsam mit anderen Einrichtungen eine Datenbank (GESTIS-STAUB-EX) erstellt und veröffentlicht, die wichtige Brenn- und Explosionskenngrößen von über 7.000 Staubproben aus nahezu allen Branchen enthält. Sie dient als Grundlage zum sicheren Handhaben brennbarer Stäube und zum Projektieren von Schutzmaßnahmen gegen Staubexplosionen in stauberzeugenden und -verarbeitenden Anlagen.

## Brandbekämpfung
Bei Löscharbeiten darf durch den Wasserstrahl kein Staub aufgewirbelt werden, weil sich dadurch ein zündfähiges Staub-Luft-Gemisch bilden könnte. Durch die Zündung könnte die nachfolgende Explosion zu einer weiteren Ausbreitung des Feuers führen. Aus diesem Grund ist die Staubbildung in der Nähe des Brandbereichs zu beobachten. Weiterhin wird bei der Beurteilung der Gefahren von Bränden in staubgefährdeten Bereichen die Möglichkeit einer Gasexplosion übersehen, die durch eine unvollständige Verbrennung der Stäube entstehen (z. B. Kohlenmonoxid) und dann als Luft-Gas-Gemische gezündet werden können.

## Historische Schadensereignisse
Als erste Staubexplosion, die als solche erkannt und dokumentiert wurde, wird die Explosion in einem Turiner Lagergebäude am 14. Dezember 1785 vermutet.

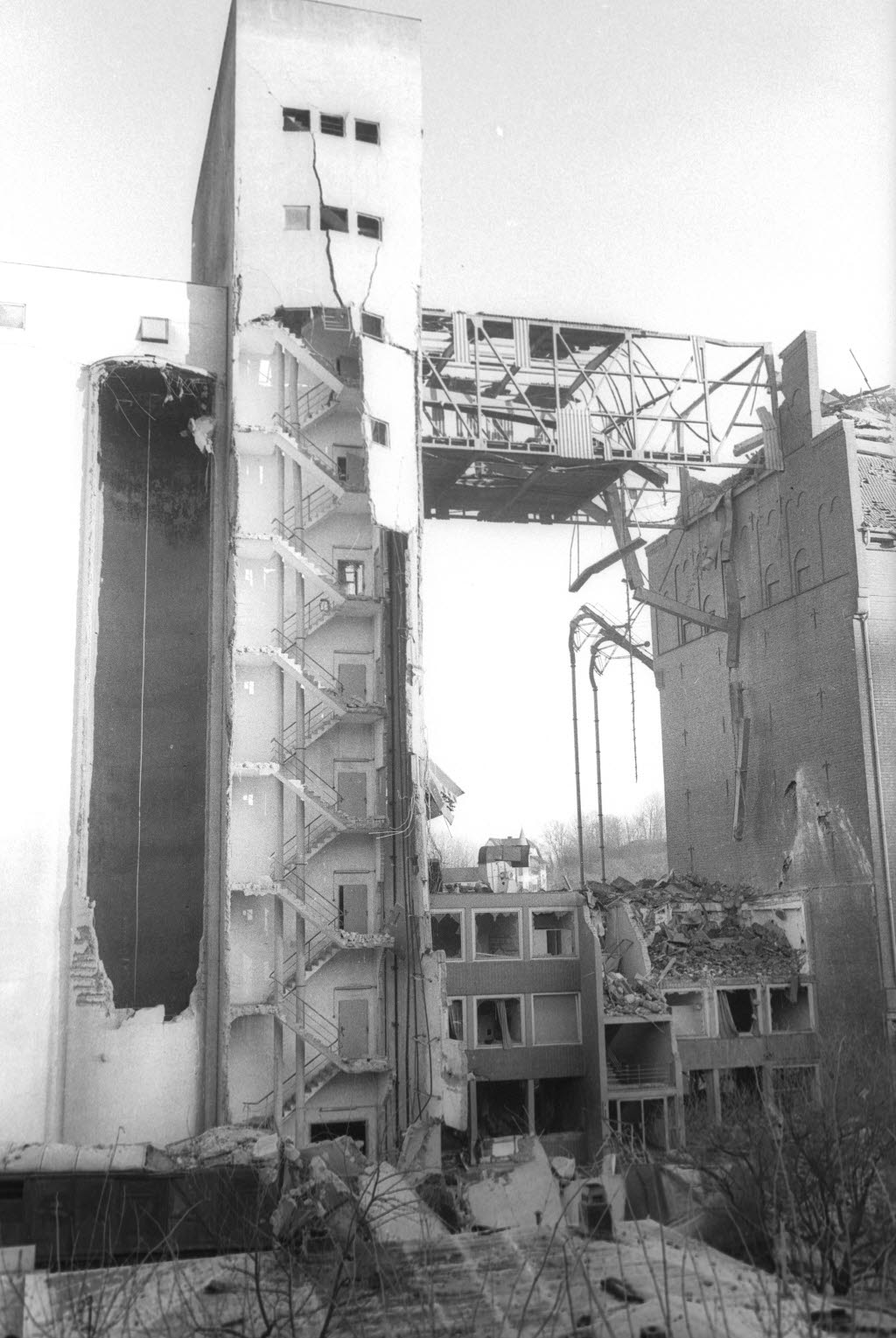
Silos am Kieler Nordhafen nach der Staubexplosion 1970

Ein Beispiel für eine Staubexplosion im deutschsprachigen Raum ist die Explosion am 14. Dezember 1970 am Kieler Nordhafen mit 6 Toten und 17 Verletzten.
In der Bremer Rolandmühle löste ein kleiner Brand am 6. Februar 1979 die bisher größte Mehlstaubexplosion in Deutschland aus. Für die Schwere des Schadens war eine Kettenreaktion mit teilweise heftigeren Explosionen verantwortlich. Die Schadensbilanz verzeichnete 14 Tote und 17 Verletzte sowie einen Sachschaden von über 100 Mio. Mark, heute etwa 139 Mio. Euro.
Bei der Explosion der Imperial-Sugar-Zuckerraffinerie, einer der größten Zuckerraffinerien der Vereinigten Staaten in Port Wentworth, Georgia, am 7. Februar 2008 gegen 19:15 Uhr kamen 14 Arbeiter ums Leben, 36 weitere Personen wurden zum Teil schwer verletzt.